# Aérodrome de Tiraspol
L'aéroport de Tiraspol est un aéroport de Transnistrie situé à 1 kilomètres au nord-ouest de Tiraspol, la capitale.

## Situation géographique
| \| 50 km1:6 237 000 \| Chișinău Bălți-Leadoveni Aérodrome de Tiraspol Bălți-Ville |
| 50 km1:6 237 000                                                                  |

## Histoire
Il a été construit en 1989, comme aérodrome militaire. Le président Chevtchouk annonce en octobre 2012 que les travaux doivent commencer pour en faire un aéroport de passagers. Le chef d'un délégation de parlementaires russes, Sergueï Gavrilov, annonce en novembre 2012 qu'à son avis l'aéroport devrait être financé par le budget russe.
Le 25 avril 2022 l'aéroport a subi une attaque lors des incidents en Transnistrie en 2022.
Le 17 mars 2024 une explosion détruit un Mi-8T,,,.